# ユミット・コルクマツ
ユミット・コルクマツ（Ümit Korkmaz、1985年9月17日 - ）は、オーストリア出身のサッカー選手。SCハインフェルト所属。元サッカーオーストリア代表。ポジションはミッドフィルダー。

## 経歴
トルコ系オーストリア国籍の攻撃的ミッドフィルダー。20歳まではオーストリア・ブンデスリーガの育成部門などに所属せず、オーストリア5部や4部のクラブでプレーしていた。20歳でSKラピード・ウィーンのサテライトチームへ移籍。初シーズンに12得点24アシストを記録、同チームのオースリア4部での優勝、そしてレギオナルリーガ東部（オーストリア3部）への昇格に貢献、同時にオーストリア4部最優秀選手に選出される。
この予想以上の活躍がトップチームの監督の目を引き、2006年の春にはトップチームとのプロ契約を結ぶ。オーストリア・ブンデスリーガでデビューを果たしたのは同年のSVマッテルスブルク戦。翌シーズンからはスタメンの座を勝ち取り、左の中盤選手として定着している。
鋭いドリブルや正確なクロス、思い切りの良いシュートなど、若さと攻撃性溢れるプレーでSKラピード・ウィーンの人気選手でもある。ホームのゲルハルト・ハナッピ・シュターディオンでは、彼がボールを持つたびに「ユミット・ユミット・ユミット！」の歓声が起こる。
トルコA代表から招集を受けるものの、オーストリアA代表を選択。比較的遅咲きであったため、ユースカテゴリー等での代表経験は無いが、ヨーゼフ・ヒッケルスベルガー代表監督はコルクマツを2008年UEFAヨーロッパ選手権オーストリア・スイス大会の代表メンバーに招集、グループステージの3試合全てに出場した。
ヘルタ・ベルリンなどドイツ・ブンデスリーガの数クラブがコルクマツに注目しており、ここ数年でドイツ・ブンデスリーガに移籍するのではと言われていたが、2008年5月にアイントラハト・フランクフルトへの移籍が発表される。初のプロ契約からわずか2年でドイツ・ブンデスリーガへの移籍を果たしたスピード出世である。

## タイトル
- オーストリア・ブンデスリーガ 2008